# Lijst van Belgische adelsverheffingen 1927
Personen die in 1927 in de Belgische adel werden opgenomen of een adellijke titel verkregen.

## Prins
- Auguste de Croÿ (du Roeulx) (1872-1932), inlijving in de erfelijke Belgische adel, met de titel prins, overdraagbaar op alle afstammelingen.

## Baron
- Louis van de Put (1858-1933), erfelijke adel en de titel baron, overdraagbaar bij eerstgeboorte.
- Jonkheer René Pycke de Peteghem (1865-1930), burgemeester van Poeke, de titel baron, overdraagbaar bij eerstgeboorte.
- Jonkheer Paul Terlinden (1858-1935), volksvertegenwoordiger, burgemeester van Rixensart, de titel baron, overdraagbaar bij eerstgeboorte.
- Charles Tombeur de Tabora (1867-1947), luitenant-generaal, erfelijke adel en de titel baron, overdraagbaar bij eerstgeboorte.